# Liste der Nummer-eins-Hits in Deutschland (2016)
Dies ist eine Liste der Nummer-eins-Hits in Deutschland im Jahr 2016. Die Single- und Albumcharts werden von GfK Entertainment wöchentlich zusammengestellt. Sie berücksichtigen den Verkauf von Tonträgern und Downloads sowie bezahltes Streaming (bei den Alben erst ab der Ausgabe vom 5. Februar).

## Singles
| ← 2015 ← | Liste der Nummer-eins-Hits in Deutschland | Liste der Nummer-eins-Hits in Deutschland | Liste der Nummer-eins-Hits in Deutschland | 2017 → |
| \| Zeitraum \| Wo. ges. \| Interpret \| Titel Autor(en) \| Zusätzliche Informationen \| \| (Zeitraum, Wochen auf Platz eins, Interpret, Titel, Autor[en], zusätzliche Informationen) \| \| \| \| \| \| ----------------------------------------------------------------------------------------- \| -------- \| ----------------------------------------- \| ----------------------------------------------------------------------------------------------------------------------------------------------------------------------------------------- \| ------------------------------------------------------------------------------------------------------------------------------------------------------------------------------------------------------------------------------------------------------------------------------------------------------------------------------------------------------------------------------ \| \| 30. Oktober 2015 – 14. Januar 2016 11 Wochen \| 11 \| Adele \| Hello Adele Adkins, Greg Kurstin \| Mit elf Wochen auf der Spitzenposition ist Hello die erfolgreichste Single seit 2010. \| \| 15. Januar 2016 – 21. Januar 2016 1 Woche \| 1 \| Matt Simons \| Catch & Release (Deepend Remix) Matt Simons, Erik Mattiasson \| Im Vorjahr waren bereits zwei belgische Produktionen von Lost Frequencies auf Platz eins gewesen. Das belgische DJ-Duo Deepend hatte mit diesem Remix zuvor in seiner Heimat an der Chartspitze gestanden. Matt Simons selbst stammt aus den USA. \| \| 22. Januar 2016 – 11. Februar 2016 3 Wochen \| 3 \| Eff \| Stimme Felix Jaehn, Mark Forster \| Für Produzent Felix Jaehn ist es der dritte Nummer-eins-Hit innerhalb eines Jahres, Sänger Mark Forster steht zum ersten Mal an der Spitze, nachdem er 2014 mit Au revoir drei Wochen auf Platz zwei gestanden hatte. \| \| 12. Februar 2016 – 21. April 2016 10 Wochen \| 10 \| Alan Walker \| Faded Alan Walker, Jesper Borgen, Anders Frøen, Gunnar Greve Pettersen \| Die Vocal-Versions seines früheren Songs Fade ist für Alan Walker der erste Charterfolg in den deutschsprachigen Staaten und der erste Nummer-eins-Hit aus Norwegen seit 2009. Mit zehn Wochen an der Spitze ist es der erfolgreichste Nummer-eins-Hit aus dem skandinavischen Land überhaupt.[2] \| \| 22. April 2016 – 5. Mai 2016 2 Wochen \| 2 \| Sia feat. Sean Paul \| Cheap Thrills Sia Furler, Greg Kurstin, Sean Paul Henriques \| Mit der zweiten Singleauskopplung aus ihrem siebten Studioalbum, das nur aus Songs besteht, die Sia eigentlich für andere Künstler geschrieben hatte, erreicht die australische Sängerin das erste Mal den ersten Platz in den deutschen Charts. \| \| 6. Mai 2016 – 12. Mai 2016 1 Woche \| 1 \| Drake feat. WizKid & Kyla \| One Dance Aubrey Drake Graham, Paul Jefferies, Noah Shebib, Logan Sama, Ayodeji Ibrahim Balogun, Themba Sekowe, Kyla Reid, Errol Reid, Luke Reid \| Fünf Jahre nachdem Drake erstmals in den deutschen Charts auftauchte erreicht er nun Platz eins. Mit WizKid erreicht das erste Mal in der Chartgeschichte ein in Nigeria lebender Künstler Platz eins der deutschen Charts.[3] \| \| 13. Mai 2016 – 19. Mai 2016 1 Woche \| 1 \| Prince Damien \| Glücksmoment Dieter Bohlen \| Der Siegertitel der dreizehnten Staffel von Deutschland sucht den Superstar setzte sich souverän an die Spitze der Charts. Lediglich die Siegertitel von Elli Erl und Severino Seeger konnten nicht die Nummer eins der Single-Charts erreichen. \| \| 20. Mai 2016 – 9. Juni 2016 3 Wochen \| 3 \| Justin Timberlake \| Can’t Stop the Feeling! Justin Timberlake, Max Martin, Karl Johan Schuster \| Justin Timberlake erreichte mit der Single zehn Jahre nach seinem ersten Nummer-eins-Hit SexyBack zum zweiten Mal als Solokünstler die Spitze der deutschen Singlecharts. Angeschoben wurde der Erfolg durch seinen Pausenauftritt beim Eurovision Song Contest 2016 am 14. Mai mit diesem Lied. \| \| 10. Juni 2016 – 16. Juni 2016 1 Woche (insgesamt 3) \| 3 \| Kungs vs. Cookin’ on 3 Burners \| This Girl Lance Ferguson, Ivan Khatchoyan, Jake Mason \| – \| \| 17. Juni 2016 – 23. Juni 2016 1 Woche \| 1 \| David Guetta feat. Zara Larsson \| This One’s for You David Guetta, Giorgio Tuinfort, Nick van de Wall, Ester Dean, Thomas Troelsen \| Der offizielle Song der Fußball-Europameisterschaft 2016 erreicht in Deutschland eine Woche nach Beginn der EM Platz eins der Charts. Für Zara Larsson ist This One’s For You der erste Nummer-eins-Hit in Deutschland. Für David Guetta ist es bereits der vierte Nummer-eins-Hit in Deutschland. \| \| 24. Juni 2016 – 7. Juli 2016 2 Wochen (insgesamt 3) \| 3 \| Kungs vs. Cookin’ on 3 Burners \| This Girl Lance Ferguson, Ivan Khatchoyan, Jake Mason \| – \| \| 8. Juli 2016 – 15. September 2016 10 Wochen \| 10 \| Imany \| Don’t Be So Shy (Filatov & Karas Remix) Nadia Mladjao, Stéfane Goldman \| Mit Don’t Be So Shy steht zum 30. Mal ein Hit aus Frankreich an der Spitze der deutschen Charts. Erstmals in der deutschen Chartgeschichte belegten drei Acts aus Frankreich hintereinander die Spitzenposition. Filatov & Karas sind nach t.A.T.u. erst der zweite Act aus Russland, der die Spitze der deutschen Charts erreicht.[4] \| \| 16. September 2016 – 29. September 2016 2 Wochen \| 2 \| DJ Snake feat. Justin Bieber \| Let Me Love You Louis Bell, Justin Bieber, Lumidee Cedeño, William Grigahcine, Stany Kibulu, Brian Lee, Steven Marsden, Teddy Mendez, Edwin Perez, Austin Roser, Ali Tamposi, Andrew Watt \| Mit Let Me Love You erreichten sowohl DJ Snake als auch Justin Bieber erstmals in ihrer Karriere die Spitze der deutschen Single-Charts. Zugleich führte DJ Snake die Serie der Franzosen auf Platz eins der Charts fort und bildet Nummer vier am Stück. \| \| 30. September 2016 – 15. Dezember 2016 11 Wochen (insgesamt 12) \| 12 \| Rag ’n’ Bone Man \| Human Jamie Hartman, Rory Graham \| – \| \| 16. Dezember 2016 – 22. Dezember 2016 1 Woche (insgesamt 3) \| 3 \| Clean Bandit feat. Sean Paul & Anne-Marie \| Rockabye Jack Patterson, Steve Mac, Ammar Malik, Ina Wroldsen, Sean Paul Henriques \| Nachdem die britische Elektropopband 2014 zusammen mit Jess Glynne und dem Lied Rather Be das erste Mal den ersten Platz der deutschen Single-Charts erreicht hatte, landet sie zusammen mit Sean Paul und Anne-Marie und dem Lied Rockabye zum zweiten Mal auf Platz eins. Für Sean Paul ist es nach Cheap Thrills mit Sia bereits der zweite Nummer-eins-Hit in diesem Jahr. \| \| 23. Dezember 2016 – 29. Dezember 2016 1 Woche (insgesamt 12) \| 12 \| Rag ’n’ Bone Man \| Human Jamie Hartman, Rory Graham \| – \| \| 30. Dezember 2016 – 12. Januar 2017 2 Wochen (insgesamt 3) \| 3 \| Clean Bandit feat. Sean Paul & Anne-Marie \| Rockabye Jack Patterson, Steve Mac, Ammar Malik, Ina Wroldsen, Sean Paul Henriques \| – \| |                                           |                                           | | |
| ← 2015 |                                           |                                           | | → 2017 → |
| Zeitraum | Wo. ges.                                  | Interpret                                 | Titel Autor(en) | Zusätzliche Informationen |
| (Zeitraum, Wochen auf Platz eins, Interpret, Titel, Autor[en], zusätzliche Informationen) |                                           |                                           | | |
| 30. Oktober 2015 – 14. Januar 2016 11 Wochen | 11                                        | Adele                                     | Hello Adele Adkins, Greg Kurstin | Mit elf Wochen auf der Spitzenposition ist Hello die erfolgreichste Single seit 2010. |
| 15. Januar 2016 – 21. Januar 2016 1 Woche | 1                                         | Matt Simons                               | Catch & Release (Deepend Remix) Matt Simons, Erik Mattiasson | Im Vorjahr waren bereits zwei belgische Produktionen von Lost Frequencies auf Platz eins gewesen. Das belgische DJ-Duo Deepend hatte mit diesem Remix zuvor in seiner Heimat an der Chartspitze gestanden. Matt Simons selbst stammt aus den USA. |
| 22. Januar 2016 – 11. Februar 2016 3 Wochen | 3                                         | Eff                                       | Stimme Felix Jaehn, Mark Forster | Für Produzent Felix Jaehn ist es der dritte Nummer-eins-Hit innerhalb eines Jahres, Sänger Mark Forster steht zum ersten Mal an der Spitze, nachdem er 2014 mit Au revoir drei Wochen auf Platz zwei gestanden hatte. |
| 12. Februar 2016 – 21. April 2016 10 Wochen | 10                                        | Alan Walker                               | Faded Alan Walker, Jesper Borgen, Anders Frøen, Gunnar Greve Pettersen | Die Vocal-Versions seines früheren Songs Fade ist für Alan Walker der erste Charterfolg in den deutschsprachigen Staaten und der erste Nummer-eins-Hit aus Norwegen seit 2009. Mit zehn Wochen an der Spitze ist es der erfolgreichste Nummer-eins-Hit aus dem skandinavischen Land überhaupt.                                                                                 |
| 22. April 2016 – 5. Mai 2016 2 Wochen | 2                                         | Sia feat. Sean Paul                       | Cheap Thrills Sia Furler, Greg Kurstin, Sean Paul Henriques | Mit der zweiten Singleauskopplung aus ihrem siebten Studioalbum, das nur aus Songs besteht, die Sia eigentlich für andere Künstler geschrieben hatte, erreicht die australische Sängerin das erste Mal den ersten Platz in den deutschen Charts. |
| 6. Mai 2016 – 12. Mai 2016 1 Woche | 1                                         | Drake feat. WizKid & Kyla                 | One Dance Aubrey Drake Graham, Paul Jefferies, Noah Shebib, Logan Sama, Ayodeji Ibrahim Balogun, Themba Sekowe, Kyla Reid, Errol Reid, Luke Reid                                          | Fünf Jahre nachdem Drake erstmals in den deutschen Charts auftauchte erreicht er nun Platz eins. Mit WizKid erreicht das erste Mal in der Chartgeschichte ein in Nigeria lebender Künstler Platz eins der deutschen Charts. |
| 13. Mai 2016 – 19. Mai 2016 1 Woche | 1                                         | Prince Damien                             | Glücksmoment Dieter Bohlen | Der Siegertitel der dreizehnten Staffel von Deutschland sucht den Superstar setzte sich souverän an die Spitze der Charts. Lediglich die Siegertitel von Elli Erl und Severino Seeger konnten nicht die Nummer eins der Single-Charts erreichen. |
| 20. Mai 2016 – 9. Juni 2016 3 Wochen | 3                                         | Justin Timberlake                         | Can’t Stop the Feeling! Justin Timberlake, Max Martin, Karl Johan Schuster | Justin Timberlake erreichte mit der Single zehn Jahre nach seinem ersten Nummer-eins-Hit SexyBack zum zweiten Mal als Solokünstler die Spitze der deutschen Singlecharts. Angeschoben wurde der Erfolg durch seinen Pausenauftritt beim Eurovision Song Contest 2016 am 14. Mai mit diesem Lied.                                                                               |
| 10. Juni 2016 – 16. Juni 2016 1 Woche (insgesamt 3) | 3                                         | Kungs vs. Cookin’ on 3 Burners            | This Girl Lance Ferguson, Ivan Khatchoyan, Jake Mason | – |
| 17. Juni 2016 – 23. Juni 2016 1 Woche | 1                                         | David Guetta feat. Zara Larsson           | This One’s for You David Guetta, Giorgio Tuinfort, Nick van de Wall, Ester Dean, Thomas Troelsen                                                                                          | Der offizielle Song der Fußball-Europameisterschaft 2016 erreicht in Deutschland eine Woche nach Beginn der EM Platz eins der Charts. Für Zara Larsson ist This One’s For You der erste Nummer-eins-Hit in Deutschland. Für David Guetta ist es bereits der vierte Nummer-eins-Hit in Deutschland.                                                                             |
| 24. Juni 2016 – 7. Juli 2016 2 Wochen (insgesamt 3) | 3                                         | Kungs vs. Cookin’ on 3 Burners            | This Girl Lance Ferguson, Ivan Khatchoyan, Jake Mason | – |
| 8. Juli 2016 – 15. September 2016 10 Wochen | 10                                        | Imany                                     | Don’t Be So Shy (Filatov & Karas Remix) Nadia Mladjao, Stéfane Goldman | Mit Don’t Be So Shy steht zum 30. Mal ein Hit aus Frankreich an der Spitze der deutschen Charts. Erstmals in der deutschen Chartgeschichte belegten drei Acts aus Frankreich hintereinander die Spitzenposition. Filatov & Karas sind nach t.A.T.u. erst der zweite Act aus Russland, der die Spitze der deutschen Charts erreicht.                                            |
| 16. September 2016 – 29. September 2016 2 Wochen | 2                                         | DJ Snake feat. Justin Bieber              | Let Me Love You Louis Bell, Justin Bieber, Lumidee Cedeño, William Grigahcine, Stany Kibulu, Brian Lee, Steven Marsden, Teddy Mendez, Edwin Perez, Austin Roser, Ali Tamposi, Andrew Watt | Mit Let Me Love You erreichten sowohl DJ Snake als auch Justin Bieber erstmals in ihrer Karriere die Spitze der deutschen Single-Charts. Zugleich führte DJ Snake die Serie der Franzosen auf Platz eins der Charts fort und bildet Nummer vier am Stück. |
| 30. September 2016 – 15. Dezember 2016 11 Wochen (insgesamt 12) | 12                                        | Rag ’n’ Bone Man                          | Human Jamie Hartman, Rory Graham | – |
| 16. Dezember 2016 – 22. Dezember 2016 1 Woche (insgesamt 3) | 3                                         | Clean Bandit feat. Sean Paul & Anne-Marie | Rockabye Jack Patterson, Steve Mac, Ammar Malik, Ina Wroldsen, Sean Paul Henriques | Nachdem die britische Elektropopband 2014 zusammen mit Jess Glynne und dem Lied Rather Be das erste Mal den ersten Platz der deutschen Single-Charts erreicht hatte, landet sie zusammen mit Sean Paul und Anne-Marie und dem Lied Rockabye zum zweiten Mal auf Platz eins. Für Sean Paul ist es nach Cheap Thrills mit Sia bereits der zweite Nummer-eins-Hit in diesem Jahr. |
| 23. Dezember 2016 – 29. Dezember 2016 1 Woche (insgesamt 12) | 12                                        | Rag ’n’ Bone Man                          | Human Jamie Hartman, Rory Graham | – |
| 30. Dezember 2016 – 12. Januar 2017 2 Wochen (insgesamt 3) | 3                                         | Clean Bandit feat. Sean Paul & Anne-Marie | Rockabye Jack Patterson, Steve Mac, Ammar Malik, Ina Wroldsen, Sean Paul Henriques | – |

## Alben
| ← 2015 ← | Liste der Nummer-eins-Alben in Deutschland | Liste der Nummer-eins-Alben in Deutschland        | Liste der Nummer-eins-Alben in Deutschland    | 2017 → |
| \| Zeitraum \| Wo. ges. \| Interpret \| Titel \| Zusätzliche Informationen \| \| (Zeitraum, Wochen auf Platz eins, Interpret, Titel, zusätzliche Informationen) \| \| \| \| \| \| ------------------------------------------------------------------------------ \| -------- \| ------------------------------------------------- \| --------------------------------------------- \| -------------------------------------------------------------------------------------------------------------------------------------------------------------------------------------------------------------------------------------------------------------------------------------------------------------------------------------------------------------------- \| \| 1. Januar 2016 – 14. Januar 2016 2 Wochen (insgesamt 3) \| 3 \| Adele \| 25 \| – \| \| 15. Januar 2016 – 21. Januar 2016 1 Woche \| 1 \| David Bowie \| Blackstar \| Nur wenige Tage nach Veröffentlichung dieses letzten Studioalbums starb David Bowie am 10. Januar. Mit dem Vorgängeralbum The Next Day hatte er 2013 zum ersten Mal auf Platz eins in Deutschland gestanden. \| \| 22. Januar 2016 – 28. Januar 2016 1 Woche \| 1 \| Azad \| Leben II \| Mit seinem neunten Soloalbum schafft es der Rapper erstmals auf Platz eins. \| \| 29. Januar 2016 – 4. Februar 2016 1 Woche \| 1 \| Summer Cem \| Cemesis \| Mit seinem fünften Soloalbum schafft es der Rapper erstmals auf Rang eins. \| \| 5. Februar 2016 – 11. Februar 2016 1 Woche \| 1 \| SSIO \| 0,9 \| Seit dieser Woche werden erstmals auch Streaming-Dienste ausgewertet und damit Teil der Offiziellen Deutschen Album-Charts. Für die Single-Charts ist dies bereits seit 2014 der Fall. Für Alles oder Nix Records ist 0,9 das zweite Nummer-eins-Album, für den Rapper SSIO das erste. \| \| 12. Februar 2016 – 18. Februar 2016 1 Woche \| 1 \| Prinz Pi \| Im Westen nix Neues \| Für den deutschen Rapper ist es nach Kompass ohne Norden und pp=mc² das dritte Nummer-eins-Album in Folge. \| \| 19. Februar 2016 – 25. Februar 2016 1 Woche \| 1 \| Bosse \| Engtanz \| Engtanz ist das erste Nummer-eins-Album des Solokünstlers Bosse. \| \| 26. Februar 2016 – 3. März 2016 1 Woche \| 1 \| Fantasy \| Freudensprünge \| Nach dem Album Eine Nacht im Paradies ist Freudensprünge das zweite Nummer-eins-Album des deutschen Schlager-Duos. \| \| 4. März 2016 – 10. März 2016 1 Woche \| 1 \| Schiller \| Future \| Future ist das vierte Nummer-eins-Album des Musikprojektes. \| \| 11. März 2016 – 24. März 2016 2 Wochen \| 2 \| Peter Plate, Ulf Leo Sommer und Daniel Faust \| Bibi & Tina: Mädchen gegen Jungs (Soundtrack) \| Der Soundtrack zum Film Bibi & Tina: Mädchen gegen Jungs ist die erste Nummer-eins-, die zweite Top-10- und die dritte Alben-Chartplatzierung für die Filmreihe. Es ist das vierte Filmalbum, das im neuen Jahrtausend auf Nummer eins landet. Bereits 2015 gelang es mit dem Soundtrack zu Fifty Shades of Grey einem Filmalbum an die Spitze der Charts zu stoßen. \| \| 25. März 2016 – 31. März 2016 1 Woche \| 1 \| AnnenMayKantereit \| Alles nix Konkretes \| AnnenMayKantereit gelingt es mit ihrem Major-Debüt auf Platz eins zu gelangen. \| \| 1. April 2016 – 7. April 2016 1 Woche \| 1 \| Amon Amarth \| Jomsviking \| Für die schwedische Death-Metal-Band ist es das erste Nummer-eins-Album in Deutschland, nachdem die Band es bereits dreimal in die Top-10 geschafft hat. \| \| 8. April 2016 – 14. April 2016 1 Woche \| 1 \| Xavier Naidoo \| Nicht von dieser Welt 2 \| Die Fortsetzung von Nicht von dieser Welt (1998) erreicht wie der erste Teil souverän die Top-Platzierung. Damit hat es bis auf das Debütalbum Seeing Is Believing von 1994 jedes Album von Naidoo auf Platz eins geschafft. Das Album stand auch in der Schweiz und in Österreich auf Platz eins. \| \| 15. April 2016 – 5. Mai 2016 3 Wochen \| 3 \| Andrea Berg \| Seelenbeben \| Für die Schlagersängerin ist es das achte Nummer-eins-Album in Folge. \| \| 6. Mai 2016 – 26. Mai 2016 3 Wochen \| 3 \| Udo Lindenberg \| Stärker als die Zeit \| Für Udo Lindenberg ist es nach Stark wie zwei (2008) und dem Livealbum MTV Unplugged – Live aus dem Hotel Atlantic das dritte Nummer-eins-Album. \| \| 27. Mai 2016 – 2. Juni 2016 1 Woche \| 1 \| Kontra K \| Labyrinth \| Der Rapper schafft es mit seinem fünften Soloalbum erstmals auf die Spitzenposition. \| \| 3. Juni 2016 – 9. Juni 2016 1 Woche \| 1 \| Bonez MC & Gzuz \| High & hungrig 2 \| Das zweite Kollaboalbum der beiden Mitglieder der 187 Strassenbande beschert den Rappern Platz eins. Bereits vorher kündigte sich ein Duell mit Farid Bangs Album Blut an, das letztlich Rang zwei der Charts erreichte. \| \| 10. Juni 2016 – 23. Juni 2016 2 Wochen \| 2 \| Volbeat \| Seal the Deal & Let’s Boogie \| Der dänischen Metalband gelang nach Outlaw Gentlemen & Shady Ladies zum zweiten Mal in Folge der Sprung auf Platz eins. \| \| 24. Juni 2016 – 30. Juni 2016 1 Woche \| 1 \| Böhse Onkelz \| Böhse für’s Leben \| Für die Böhsen Onkelz war es der achte Sprung an die Spitze der Charts. Im Bereich der härteren Rockmusik ziehen sie damit gleichauf mit Rammstein und Bon Jovi, die ebenfalls acht Mal die Charts anführten. \| \| 1. Juli 2016 – 7. Juli 2016 1 Woche \| 1 \| In Extremo \| Quid Pro Quo \| Quid Pro Quo ist das dritte Nummer-eins-Album für die Mittelalter-Metaller von In Extremo. \| \| 8. Juli 2016 – 14. Juli 2016 1 Woche \| 1 \| 257ers \| Mikrokosmos \| Nach Boomshakkalakka das zweite Album auf Platz eins in Folge für die 257ers. \| \| 15. Juli 2016 – 21. Juli 2016 1 Woche \| 1 \| Biffy Clyro \| Ellipsis \| 21 Jahre nach der Gründung steht die schottische Band erstmals auf Platz eins der deutschen Albumcharts. \| \| 22. Juli 2016 – 28. Juli 2016 1 Woche \| 1 \| Laith Al-Deen \| Bleib unterwegs \| Erstmals seit 2004 (Für alle) steht der Popsänger mit seinem Album wieder auf Platz eins. \| \| 29. Juli 2016 – 4. August 2016 1 Woche \| 1 \| Die Amigos \| Wie ein Feuerwerk \| Zum insgesamt siebten Mal steht das Schlager-Duo auf der Spitzenposition der deutschen Charts. \| \| 5. August 2016 – 11. August 2016 1 Woche \| 1 \| Billy Talent \| Afraid of Heights \| Nach Billy Talent II (2006) und Dead Silence (2012) stehen Billy Talent zum dritten Mal an der Spitze der Charts und verweisen damit Frei.Wilds Album 15 Jahre Deutschrock & SKAndale auf Platz zwei. \| \| 12. August 2016 – 18. August 2016 1 Woche \| 1 \| Blues Pills \| Lady in Gold \| Die in Schweden ansässige Bluesrock-Band erreicht mit ihrem zweiten Album erstmals Platz eins der deutschen Charts. \| \| 19. August 2016 – 25. August 2016 1 Woche \| 1 \| Coup (Haftbefehl & Xatar) \| Der Holland Job \| Haftbefehl schaffte es das erste Mal auf Platz eins der Charts, Xatar das zweite Mal. \| \| 26. August 2016 – 1. September 2016 1 Woche \| 1 \| Die Lochis \| #Zwilling \| – \| \| 2. September 2016 – 8. September 2016 1 Woche \| 1 \| Beginner \| Advanced Chemistry \| Das Album erschien 13 Jahre nach ihrer letzten Veröffentlichung Blast Action Heroes und stellt die zweite Nummer eins für die Beginner dar. \| \| 9. September 2016 – 15. September 2016 1 Woche \| 1 \| Fler \| Vibe \| Nach Keiner kommt klar mit mir konnte Fler mit seinem 13. Studio-Album die zweite Nummer eins seiner Karriere erreichen. \| \| 16. September 2016 – 22. September 2016 1 Woche (insgesamt 2) \| 2 \| Bonez MC & RAF Camora \| Palmen aus Plastik \| Für beide Rapper ist es das zweite Nummer-eins-Album, für Bonez MC sogar die zweite Nummer-eins im selben Jahr. \| \| 23. September 2016 – 29. September 2016 1 Woche (insgesamt 1) \| 1 \| Schandmaul \| Leuchtfeuer \| – \| \| 30. September 2016 – 6. Oktober 2016 1 Woche (insgesamt 2) \| 2 \| Bonez MC & RAF Camora \| Palmen aus Plastik \| – \| \| 7. Oktober 2016 – 13. Oktober 2016 1 Woche \| 1 \| Opeth \| Sorceress \| Nachdem sich das Vorgängeralbum Pale Communion 2014 Platz drei sichern konnte, gelang der schwedischen Band jetzt der erste Nummer-eins-Hit in Deutschland. \| \| 14. Oktober 2016 – 20. Oktober 2016 1 Woche \| 1 \| Sportfreunde Stiller \| Sturm & Stille \| Nach La Bum (2007) ist dies das zweite Nummer-eins-Album für die Band aus München. \| \| 21. Oktober 2016 – 27. Oktober 2016 1 Woche \| 1 \| Clueso \| Neuanfang \| Wie bereits der Vorgänger Stadtrandlichter kommt auch das insgesamt siebte Studioalbum des gebürtigen Erfurters auf Platz eins der Charts. \| \| 28. Oktober 2016 – 3. November 2016 1 Woche \| 1 \| Tim Bendzko \| Immer noch Mensch \| – \| \| 4. November 2016 – 10. November 2016 1 Woche \| 1 \| Böhse Onkelz \| Memento \| Zwölf Jahre nach ihrem letzten Studioalbum Adios gelingt der Rockband mit ihrem Comeback-Album zum insgesamt neunten Mal der Sprung an die Chartspitze. \| \| 11. November 2016 – 17. November 2016 1 Woche \| 1 \| Unheilig \| Von Mensch zu Mensch \| Mit ihrem Abschiedsalbum platzierten sich Unheilig mit ihrem vierten Studioalbum in Folge auf der Spitzenposition. \| \| 18. November 2016 – 24. November 2016 1 Woche \| 1 \| Shindy \| Dreams \| Mit seinem dritten Soloalbum erreicht der Rapper zum dritten Mal Platz eins. \| \| 25. November 2016 – 1. Dezember 2016 1 Woche \| 1 \| Metallica \| Hardwired…to Self-Destruct \| Die Metalband erreicht seit 1991 mit dem siebten Studioalbum in Folge und insgesamt zum achten Mal die Chartspitze. Zudem hatte sie den erfolgreichsten Albumstart des Jahres und erreichte bereits in der ersten Woche Platin.[5] \| \| 2. Dezember 2016 – 8. Dezember 2016 1 Woche \| 1 \| KC Rebell \| Abstand \| Abstand ist das dritte Album von KC Rebell, das es an die Chartspitze geschafft hat. \| \| 9. Dezember 2016 – 15. Dezember 2016 1 Woche (insgesamt 2) \| 2 \| The Rolling Stones \| Blue & Lonesome \| – \| \| 16. Dezember 2016 – 22. Dezember 2016 1 Woche \| 1 \| Kollegah \| Imperator \| Imperator ist das dritte Soloalbum von Kollegah in Folge, das auf Rang eins der Albumcharts eingestiegen ist. Zählt man Kollaboalben und Labelsampler dazu, ist es seine insgesamt fünfte Nummer-eins-Platzierung. \| \| 23. Dezember 2016 – 5. Januar 2017 2 Wochen (insgesamt 6) \| 6 \| Helene Fischer & the Royal Philharmonic Orchestra \| Weihnachten \| – \| |                                            |                                                   |                                               | |
| ← 2015 |                                            |                                                   |                                               | → 2017 → |
| Zeitraum | Wo. ges.                                   | Interpret                                         | Titel                                         | Zusätzliche Informationen |
| (Zeitraum, Wochen auf Platz eins, Interpret, Titel, zusätzliche Informationen) |                                            |                                                   |                                               | |
| 1. Januar 2016 – 14. Januar 2016 2 Wochen (insgesamt 3) | 3                                          | Adele                                             | 25                                            | – |
| 15. Januar 2016 – 21. Januar 2016 1 Woche | 1                                          | David Bowie                                       | Blackstar                                     | Nur wenige Tage nach Veröffentlichung dieses letzten Studioalbums starb David Bowie am 10. Januar. Mit dem Vorgängeralbum The Next Day hatte er 2013 zum ersten Mal auf Platz eins in Deutschland gestanden. |
| 22. Januar 2016 – 28. Januar 2016 1 Woche | 1                                          | Azad                                              | Leben II                                      | Mit seinem neunten Soloalbum schafft es der Rapper erstmals auf Platz eins. |
| 29. Januar 2016 – 4. Februar 2016 1 Woche | 1                                          | Summer Cem                                        | Cemesis                                       | Mit seinem fünften Soloalbum schafft es der Rapper erstmals auf Rang eins. |
| 5. Februar 2016 – 11. Februar 2016 1 Woche | 1                                          | SSIO                                              | 0,9                                           | Seit dieser Woche werden erstmals auch Streaming-Dienste ausgewertet und damit Teil der Offiziellen Deutschen Album-Charts. Für die Single-Charts ist dies bereits seit 2014 der Fall. Für Alles oder Nix Records ist 0,9 das zweite Nummer-eins-Album, für den Rapper SSIO das erste.                                                                               |
| 12. Februar 2016 – 18. Februar 2016 1 Woche | 1                                          | Prinz Pi                                          | Im Westen nix Neues                           | Für den deutschen Rapper ist es nach Kompass ohne Norden und pp=mc² das dritte Nummer-eins-Album in Folge. |
| 19. Februar 2016 – 25. Februar 2016 1 Woche | 1                                          | Bosse                                             | Engtanz                                       | Engtanz ist das erste Nummer-eins-Album des Solokünstlers Bosse. |
| 26. Februar 2016 – 3. März 2016 1 Woche | 1                                          | Fantasy                                           | Freudensprünge                                | Nach dem Album Eine Nacht im Paradies ist Freudensprünge das zweite Nummer-eins-Album des deutschen Schlager-Duos. |
| 4. März 2016 – 10. März 2016 1 Woche | 1                                          | Schiller                                          | Future                                        | Future ist das vierte Nummer-eins-Album des Musikprojektes. |
| 11. März 2016 – 24. März 2016 2 Wochen | 2                                          | Peter Plate, Ulf Leo Sommer und Daniel Faust      | Bibi & Tina: Mädchen gegen Jungs (Soundtrack) | Der Soundtrack zum Film Bibi & Tina: Mädchen gegen Jungs ist die erste Nummer-eins-, die zweite Top-10- und die dritte Alben-Chartplatzierung für die Filmreihe. Es ist das vierte Filmalbum, das im neuen Jahrtausend auf Nummer eins landet. Bereits 2015 gelang es mit dem Soundtrack zu Fifty Shades of Grey einem Filmalbum an die Spitze der Charts zu stoßen. |
| 25. März 2016 – 31. März 2016 1 Woche | 1                                          | AnnenMayKantereit                                 | Alles nix Konkretes                           | AnnenMayKantereit gelingt es mit ihrem Major-Debüt auf Platz eins zu gelangen. |
| 1. April 2016 – 7. April 2016 1 Woche | 1                                          | Amon Amarth                                       | Jomsviking                                    | Für die schwedische Death-Metal-Band ist es das erste Nummer-eins-Album in Deutschland, nachdem die Band es bereits dreimal in die Top-10 geschafft hat. |
| 8. April 2016 – 14. April 2016 1 Woche | 1                                          | Xavier Naidoo                                     | Nicht von dieser Welt 2                       | Die Fortsetzung von Nicht von dieser Welt (1998) erreicht wie der erste Teil souverän die Top-Platzierung. Damit hat es bis auf das Debütalbum Seeing Is Believing von 1994 jedes Album von Naidoo auf Platz eins geschafft. Das Album stand auch in der Schweiz und in Österreich auf Platz eins.                                                                   |
| 15. April 2016 – 5. Mai 2016 3 Wochen | 3                                          | Andrea Berg                                       | Seelenbeben                                   | Für die Schlagersängerin ist es das achte Nummer-eins-Album in Folge. |
| 6. Mai 2016 – 26. Mai 2016 3 Wochen | 3                                          | Udo Lindenberg                                    | Stärker als die Zeit                          | Für Udo Lindenberg ist es nach Stark wie zwei (2008) und dem Livealbum MTV Unplugged – Live aus dem Hotel Atlantic das dritte Nummer-eins-Album. |
| 27. Mai 2016 – 2. Juni 2016 1 Woche | 1                                          | Kontra K                                          | Labyrinth                                     | Der Rapper schafft es mit seinem fünften Soloalbum erstmals auf die Spitzenposition. |
| 3. Juni 2016 – 9. Juni 2016 1 Woche | 1                                          | Bonez MC & Gzuz                                   | High & hungrig 2                              | Das zweite Kollaboalbum der beiden Mitglieder der 187 Strassenbande beschert den Rappern Platz eins. Bereits vorher kündigte sich ein Duell mit Farid Bangs Album Blut an, das letztlich Rang zwei der Charts erreichte. |
| 10. Juni 2016 – 23. Juni 2016 2 Wochen | 2                                          | Volbeat                                           | Seal the Deal & Let’s Boogie                  | Der dänischen Metalband gelang nach Outlaw Gentlemen & Shady Ladies zum zweiten Mal in Folge der Sprung auf Platz eins. |
| 24. Juni 2016 – 30. Juni 2016 1 Woche | 1                                          | Böhse Onkelz                                      | Böhse für’s Leben                             | Für die Böhsen Onkelz war es der achte Sprung an die Spitze der Charts. Im Bereich der härteren Rockmusik ziehen sie damit gleichauf mit Rammstein und Bon Jovi, die ebenfalls acht Mal die Charts anführten. |
| 1. Juli 2016 – 7. Juli 2016 1 Woche | 1                                          | In Extremo                                        | Quid Pro Quo                                  | Quid Pro Quo ist das dritte Nummer-eins-Album für die Mittelalter-Metaller von In Extremo. |
| 8. Juli 2016 – 14. Juli 2016 1 Woche | 1                                          | 257ers                                            | Mikrokosmos                                   | Nach Boomshakkalakka das zweite Album auf Platz eins in Folge für die 257ers. |
| 15. Juli 2016 – 21. Juli 2016 1 Woche | 1                                          | Biffy Clyro                                       | Ellipsis                                      | 21 Jahre nach der Gründung steht die schottische Band erstmals auf Platz eins der deutschen Albumcharts. |
| 22. Juli 2016 – 28. Juli 2016 1 Woche | 1                                          | Laith Al-Deen                                     | Bleib unterwegs                               | Erstmals seit 2004 (Für alle) steht der Popsänger mit seinem Album wieder auf Platz eins. |
| 29. Juli 2016 – 4. August 2016 1 Woche | 1                                          | Die Amigos                                        | Wie ein Feuerwerk                             | Zum insgesamt siebten Mal steht das Schlager-Duo auf der Spitzenposition der deutschen Charts. |
| 5. August 2016 – 11. August 2016 1 Woche | 1                                          | Billy Talent                                      | Afraid of Heights                             | Nach Billy Talent II (2006) und Dead Silence (2012) stehen Billy Talent zum dritten Mal an der Spitze der Charts und verweisen damit Frei.Wilds Album 15 Jahre Deutschrock & SKAndale auf Platz zwei. |
| 12. August 2016 – 18. August 2016 1 Woche | 1                                          | Blues Pills                                       | Lady in Gold                                  | Die in Schweden ansässige Bluesrock-Band erreicht mit ihrem zweiten Album erstmals Platz eins der deutschen Charts. |
| 19. August 2016 – 25. August 2016 1 Woche | 1                                          | Coup (Haftbefehl & Xatar)                         | Der Holland Job                               | Haftbefehl schaffte es das erste Mal auf Platz eins der Charts, Xatar das zweite Mal. |
| 26. August 2016 – 1. September 2016 1 Woche | 1                                          | Die Lochis                                        | #Zwilling                                     | – |
| 2. September 2016 – 8. September 2016 1 Woche | 1                                          | Beginner                                          | Advanced Chemistry                            | Das Album erschien 13 Jahre nach ihrer letzten Veröffentlichung Blast Action Heroes und stellt die zweite Nummer eins für die Beginner dar. |
| 9. September 2016 – 15. September 2016 1 Woche | 1                                          | Fler                                              | Vibe                                          | Nach Keiner kommt klar mit mir konnte Fler mit seinem 13. Studio-Album die zweite Nummer eins seiner Karriere erreichen. |
| 16. September 2016 – 22. September 2016 1 Woche (insgesamt 2) | 2                                          | Bonez MC & RAF Camora                             | Palmen aus Plastik                            | Für beide Rapper ist es das zweite Nummer-eins-Album, für Bonez MC sogar die zweite Nummer-eins im selben Jahr. |
| 23. September 2016 – 29. September 2016 1 Woche (insgesamt 1) | 1                                          | Schandmaul                                        | Leuchtfeuer                                   | – |
| 30. September 2016 – 6. Oktober 2016 1 Woche (insgesamt 2) | 2                                          | Bonez MC & RAF Camora                             | Palmen aus Plastik                            | – |
| 7. Oktober 2016 – 13. Oktober 2016 1 Woche | 1                                          | Opeth                                             | Sorceress                                     | Nachdem sich das Vorgängeralbum Pale Communion 2014 Platz drei sichern konnte, gelang der schwedischen Band jetzt der erste Nummer-eins-Hit in Deutschland. |
| 14. Oktober 2016 – 20. Oktober 2016 1 Woche | 1                                          | Sportfreunde Stiller                              | Sturm & Stille                                | Nach La Bum (2007) ist dies das zweite Nummer-eins-Album für die Band aus München. |
| 21. Oktober 2016 – 27. Oktober 2016 1 Woche | 1                                          | Clueso                                            | Neuanfang                                     | Wie bereits der Vorgänger Stadtrandlichter kommt auch das insgesamt siebte Studioalbum des gebürtigen Erfurters auf Platz eins der Charts. |
| 28. Oktober 2016 – 3. November 2016 1 Woche | 1                                          | Tim Bendzko                                       | Immer noch Mensch                             | – |
| 4. November 2016 – 10. November 2016 1 Woche | 1                                          | Böhse Onkelz                                      | Memento                                       | Zwölf Jahre nach ihrem letzten Studioalbum Adios gelingt der Rockband mit ihrem Comeback-Album zum insgesamt neunten Mal der Sprung an die Chartspitze. |
| 11. November 2016 – 17. November 2016 1 Woche | 1                                          | Unheilig                                          | Von Mensch zu Mensch                          | Mit ihrem Abschiedsalbum platzierten sich Unheilig mit ihrem vierten Studioalbum in Folge auf der Spitzenposition. |
| 18. November 2016 – 24. November 2016 1 Woche | 1                                          | Shindy                                            | Dreams                                        | Mit seinem dritten Soloalbum erreicht der Rapper zum dritten Mal Platz eins. |
| 25. November 2016 – 1. Dezember 2016 1 Woche | 1                                          | Metallica                                         | Hardwired…to Self-Destruct                    | Die Metalband erreicht seit 1991 mit dem siebten Studioalbum in Folge und insgesamt zum achten Mal die Chartspitze. Zudem hatte sie den erfolgreichsten Albumstart des Jahres und erreichte bereits in der ersten Woche Platin. |
| 2. Dezember 2016 – 8. Dezember 2016 1 Woche | 1                                          | KC Rebell                                         | Abstand                                       | Abstand ist das dritte Album von KC Rebell, das es an die Chartspitze geschafft hat. |
| 9. Dezember 2016 – 15. Dezember 2016 1 Woche (insgesamt 2) | 2                                          | The Rolling Stones                                | Blue & Lonesome                               | – |
| 16. Dezember 2016 – 22. Dezember 2016 1 Woche | 1                                          | Kollegah                                          | Imperator                                     | Imperator ist das dritte Soloalbum von Kollegah in Folge, das auf Rang eins der Albumcharts eingestiegen ist. Zählt man Kollaboalben und Labelsampler dazu, ist es seine insgesamt fünfte Nummer-eins-Platzierung. |
| 23. Dezember 2016 – 5. Januar 2017 2 Wochen (insgesamt 6) | 6                                          | Helene Fischer & the Royal Philharmonic Orchestra | Weihnachten                                   | – |

## Jahreshitparaden
| ← 2015 ← | Liste der Jahres-Nummer-eins-Hits in Deutschland | Liste der Jahres-Nummer-eins-Hits in Deutschland | Liste der Jahres-Nummer-eins-Hits in Deutschland | 2017 →   |
| \| Singles \| Position# \| Alben \| \| -------------------------------------------------------------------------------------------------------------------------------------------------------------------------- \| --------- \| ------------------------------------- \| \| Faded Alan Walker , Jesper Borgen, Anders Frøen, Gunnar Greve Pettersen \| 1 \| Stärker als die Zeit Udo Lindenberg \| \| Die immer lacht Stereoact feat. Kerstin Ott \| 2 \| Seelenbeben Andrea Berg \| \| Cheap Thrills Sia feat. Sean Paul Sia Furler, Greg Kurstin, Sean Paul Henriques \| 3 \| Hardwired…to Self-Destruct Metallica \| \| Don’t Be So Shy (Filatov & Karas Remix) Imany Nadia Mladjao, Stéfane Goldman \| 4 \| Weihnachten Helene Fischer \| \| One Dance Drake feat. WizKid & Kyla Aubrey Drake Graham, Paul Jefferies, Noah Shebib, Logan Sama, Ayodeji Ibrahim Balogun, Themba Sekowe, Kyla Reid, Errol Reid, Luke Reid \| 5 \| Blue & Lonesome The Rolling Stones \| \| This Girl Kungs vs. Cookin’ on 3 Burners Lance Ferguson, Ivan Khatchoyan, Jake Mason \| 6 \| 25 Adele \| \| Don’t Let Me Down The Chainsmokers feat. Daya Andrew Taggart, Emily Warren, Scott Harris \| 7 \| Muttersprache Sarah Connor \| \| Stressed Out Twenty One Pilots Tyler Joseph \| 8 \| Memento Böhse Onkelz \| \| Human Rag ’n’ Bone Man Jamie Hartman, Rory Graham \| 9 \| Alles nix Konkretes AnnenMayKantereit \| \| Can’t Stop the Feeling! Justin Timberlake , Max Martin, Karl Johan Schuster \| 10 \| Seal the Deal & Let’s Boogie Volbeat \| |                                                  |                                                  |                                                  |          |
| ← 2015 |                                                  |                                                  |                                                  | → 2017 → |
| Singles | Position#                                        | Alben                                            |                                                  |          |
| Faded Alan Walker , Jesper Borgen, Anders Frøen, Gunnar Greve Pettersen | 1                                                | Stärker als die Zeit Udo Lindenberg              |                                                  |          |
| Die immer lacht Stereoact feat. Kerstin Ott | 2                                                | Seelenbeben Andrea Berg                          |                                                  |          |
| Cheap Thrills Sia feat. Sean Paul Sia Furler, Greg Kurstin, Sean Paul Henriques | 3                                                | Hardwired…to Self-Destruct Metallica             |                                                  |          |
| Don’t Be So Shy (Filatov & Karas Remix) Imany Nadia Mladjao, Stéfane Goldman | 4                                                | Weihnachten Helene Fischer                       |                                                  |          |
| One Dance Drake feat. WizKid & Kyla Aubrey Drake Graham, Paul Jefferies, Noah Shebib, Logan Sama, Ayodeji Ibrahim Balogun, Themba Sekowe, Kyla Reid, Errol Reid, Luke Reid | 5                                                | Blue & Lonesome The Rolling Stones               |                                                  |          |
| This Girl Kungs vs. Cookin’ on 3 Burners Lance Ferguson, Ivan Khatchoyan, Jake Mason | 6                                                | 25 Adele                                         |                                                  |          |
| Don’t Let Me Down The Chainsmokers feat. Daya Andrew Taggart, Emily Warren, Scott Harris | 7                                                | Muttersprache Sarah Connor                       |                                                  |          |
| Stressed Out Twenty One Pilots Tyler Joseph | 8                                                | Memento Böhse Onkelz                             |                                                  |          |
| Human Rag ’n’ Bone Man Jamie Hartman, Rory Graham | 9                                                | Alles nix Konkretes AnnenMayKantereit            |                                                  |          |
| Can’t Stop the Feeling! Justin Timberlake , Max Martin, Karl Johan Schuster | 10                                               | Seal the Deal & Let’s Boogie Volbeat             |                                                  |          |